# Carsia pruinaria
Carsia pruinaria är en fjärilsart som beskrevs av Eduard Friedrich Eversmann 1851. Carsia pruinaria ingår i släktet Carsia och familjen mätare. Inga underarter finns listade i Catalogue of Life.